# Hydrelia flavilinea
Hydrelia flavilinea là một loài bướm đêm trong họ Geometridae.